# Tláhuac
Tláhuacⓘ – jedna z szesnastu dzielnic Dystryktu Federalnego (miasta Meksyk). Położona we wschodniej części Dystryktu, ma w większości charakter wiejski. W głównym miasteczku, San Pedro Tláhuac, położonym przy brzegu jeziora, znajduje się kościół z XVI wieku.